# Françoise Brauner
Françoise Brauner, també coneguda per Fritzi Brauner, nascuda Fritzi Erna Riesel (Viena, 16 d'abril del 1911 - París, França, 14 de setembre del 2000) fou una metgessa austríaca d'origen jueu que formà part del contingent sanitari de les Brigades Internacionals a la Guerra Civil espanyola.
Filla d'un alt funcionari austríac que arribà a Ministre d'Afers Socials, feu la carrera de Medicina a Viena. L'any 1936, fugint de la persecució nazi a Àustria, es retrobà a París amb el pedagog francès d'origen austríac Alfred Brauner, (Saint-Mandé, 3 de juliol del 1910 - París, 1 de desembre del 2002) a qui havia conegut el 1928 i s'hi casà per tal de no ser empresonada o deportada en cas de guerra. El mateix any 1936 atengué la crida dels dirigents de la Segona República Espanyola demanant sanitaris per a fer front a la catàstrofe humanitària que suposava la Guerra Civil espanyola i marxà cap a Espanya.
Françoise Brauner treballà a l'Hospital de les Brigades Internacionals a Benicàssim, en el servei de cirurgia que dirigia el metge txec Bedrich Kisch, que funcionà des del desembre del 1936 fins a l'abril del 1938 i per on passaren més de 7.000 ferits i convalescents de les Brigades Internacionals, tant espanyols com internacionals.
El 1937 la vingué a buscar el seu marit, Alfred Brauner, però ella preferí quedar-se davant l'allau de ferits de guerra que havien d'atendre. Alfred, pedagog infantil, intentà ser també allistat per a quedar-se amb la seva dona. Així, a causa de l'allau de nens refugiats provinents de molts indrets d'Espanya, Alfred fou destinat a la supervisió de les nombroses cases d'acollida a la zona. Finalment, la retirada de tots els brigadistes de la guerra a causa de la voluntat del govern espanyol de fer cas al Comitè de No-intervenció i a l'ensulsida definitiva de la República, van fer que ambdós haguessin de retornar a França. S'emportaren molts dibuixos i redaccions dels nens refugiats, que ningú no els volgué publicar llavors a França, però que, més tard, junt amb altres dibuixos d'altres nens i d'altres guerres, permeteren al món de tenir una retrospectiva de les guerres del segle xx des dels ulls dels infants.
A França, Françoise treballà de metgessa i educadora d'un col·lectiu d'uns 300 nens jueus alemanys i austríacs salvats del nazisme per un Comitè interconfessional. Durant la Segona Guerra Mundial, ella i el seu marit col·laboraren amb els refugiats austríacs a París i contactaren amb la resistència francesa a l'ocupació alemanya.
Acabada la Segona Guerra Mundial, reberen el 1945 l'encàrrec d'atendre la recuperació física i anímica de 400 nens supervivents dels camps de concentració d'Auschwitz i de Buchenwald, en un antic sanatori d'Ecouis, al departament de l'Eure. Aquesta ocupació marcà definitivament Françoise Brauner, i després de tenir un fill, avui professor de matemàtiques a Bordeus, obtingué l'especialització en Psiquiatria pediàtrica.
Françoise es dedicà la resta de la seva vida a l'atenció de nens discapacitats. Des del 1959 i al llarg d'un quart de segle, esdevingué la directora mèdica dels dos «Centres de tractament educatiu per a infants discapacitats» que el seu marit creà a la seva vila natal de Saint-Mandé (Val-de-Marne).
Morí l'any 2000, durant la convalescència d'una intervenció quirúrgica.